# 弗馬納郡
弗馬納郡（County Fermanagh；愛爾蘭語：[Contae Fhear Manach] 错误：{{Lang}}：语言代码：ir 无法识别（帮助）），是北愛爾蘭阿爾斯特省的一個郡，位於北愛爾蘭西部，是英國最西部的領土。面積1,691 km²，郡治恩尼斯基林。1973年以後改制為區，但與其他郡不同，新的區幅蓋了原來郡的全部面積，又承接了原蒂龍郡一部份的土地。